# Mark Slonim
Mark Lvovici Slonim (în rusă Марк Льво́вич Сло́ним, cunoscut, de asemenea, ca Marc Slonim și Marco Slonim; n. 23 martie 1894, Odessa, Imperiul Rus – d. 15 mai 1976, Beaulieu-sur-Mer, Provence-Côte d'Azur, Franța) a fost un om politic, critic literar, cărturar și traducător rus. A fost membru al Partidului Socialist Revoluționar și, în 1917, a servit ca deputat al PSR pentru Basarabia în Adunarea Constituantă Rusă. El s-a alăturat guvernului de la Samara în primele faze ale Războiului Civil, opunându-se atât bolșevicilor, cât și elementelor conservatoare ale Mișcării Albe. Desemnat să facă parte din Delegația Externă a partidului său, Slonim a susținut, fără succes, revenirea Basarabiei la Rusia în timpul Conferinței de Pace de la Paris. După o scurtă ședere în Toscana, s-a stabilit în Cehoslovacia în 1922 ca editor al revistei Volya Rossii.
Slonim, care era, de asemenea, un cercetător literar educat în Italia, a devenit teoretician literar și cronicar al revistei Volya Rossii. Din acest punct de vedere, el a încurajat elementele liberal-progresiste și moderniste ale intelectualilor albi emigrați. Slonim a susținut, împotriva conservatorilor gen Zinaida Gippius, că exilații trebuie să aprecieze schimbările care au loc în Uniunea Sovietică și a devenit unul din primii critici care i-au popularizat pe scriitorii sovietici în Occident. El a fost, de asemenea, unul dintre principalii susținători (și un prieten intim) ai poetei Marina Țvetaeva.
În 1928, convins că literatura rusă din exil era de fapt moartă, Slonim s-a mutat la Paris și, în calitate de anti-fascist, a aderat la patriotismul sovietic. Contactele lui din anii 1930 cu Uniunea pentru Repatriere au fost deosebit de controversate. A scăpat de al Doilea Război Mondial și a ajuns în Statele Unite ale Americii la bordul navei SS Navemar, activând în anii 1940 și 1950 ca profesor la Sarah Lawrence College. A continuat să publice tratate și studii despre literatura rusă, familiarizând publicul american cu tendințele majore ale poeziei și prozei sovietice. Și-a petrecut ultimii ani de viață la Geneva, unde a tradus Porumbelul de argint al lui Andrei Belîi și a lucrat sporadic la memoriile sale.

## Biografie

### Activități timpurii
Slonim s-a născut în orașul-port rusesc Odesa (azi în Ucraina), deși unele surse susțin că s-a născut în orașul Novgorod-Severskîi, ce făcea parte pe atunci din gubernia Cernigov a Imperiului Rus (iar azi se află în regiunea Cernigău, Ucraina). Părinții săi erau intelectuali evrei ruși din clasa de mijloc; unchiul lui Slonim a fost criticul literar Iuli Aihenvald. Viitorul critic era, de asemenea, o rudă îndepărtată a lui Ievsei Lazarevici Slonim, a cărui fiică, Vera Ievseievna, a devenit soția romancierului Vladimir Nabokov.
Potrivit rusologului Michel Aucouturier, memoriile lui Slonim îl arată ca pe un erudit și un adept al estetismului, ale cărui „simpatii socialiste” au fost doar cimentate de Revoluția Rusă. În timpul studiilor secundare la gimnaziul clasic din Odesa, Slonim a intrat în contact cu socialiștii revoluționari (denumiți și "eseri") și, la fel ca fratele său mai mare, Vladimir, a devenit un susținător al lor. Radicalismul lor i-a plasat în opoziție cu tatăl lor, care susținea moderat-liberalul Partid Constituțional Democratic.
Slonim, care se considera el însuși mai degrabă un libertarian socialist decât un marxist, a lucrat la înființarea unor „cercuri de autoinstruire” în care circula literatura interzisă în rândul elevilor și muncitorilor și a călătorit în Europa pentru a se întâlni cu Osip Minor. Așa cum își amintea în anii 1960, conducerea eseriștilor era „îngrozită să descopere că în Odesa și în cea mai mare parte a zonelor învecinate majoritatea activităților erau desfășurate de băieți și fete de 16 sau 17 ani”. Potrivit altor surse ulterioare, el a intrat în atenția Ohranei și a părăsit Rusia pe ascuns. Începând din 1911 a studiat filozofia și literatura la Universitatea din Florența, unde a obținut doctoratul. În 1914 a publicat în Italia o traducere a ciclului de poezii Senilitate de Ivan Turgheniev. În 1918 Slonim a absolvit, de asemenea, Universitatea Imperială din Sankt Petersburg.
La începutul Primului Război Mondial, Slonim a urmat linia „defensistă” a majorității eserilor, sprijinind angajamentul Rusiei față de Aliați, și a servit în Armata Imperială. Revoluția din Februarie l-a surprins pe Frontul Românesc, dar a revenit curând la Petrograd, unde (după cum scrie Aucouturier) „talentele sale de propagandist și de orator l-au transformat curând într-una dintre celebritățile partidului său”. Slonim a sprijinit Guvernul Provizoriu Rus și politicile sale „defensiste” împotriva eserilor de stânga, având dispute publice cu Vladimir Karelin și Maria Spiridonova. Potrivit lui Slonim, el a fost unul dintre tinerii care s-au ocupat cu munca de partid: liderii eserilor erau fie în guvern, fie desfășurau activități în cadrul Sovietului de deputați ai muncitorilor și soldaților.

### Adunarea Constituantă și Conferința de la Paris
În memoriile sale, Slonim susține că a prevăzut pericolul reprezentat de reorganizarea bolșevicilor, după ce l-a auzit vorbind pe liderul lor, Vladimir Lenin. El a evidențiat contrastul existent între unitatea bolșevicilor și nehotărârea și fracționismul eserilor. A fost încă activ după Revoluția din Octombrie, care a plasat Rusia sub administrația exercitată de Consiliul Comisarilor Poporului dominat de bolșevici. Slonim a devenit candidat al eserilor pentru Adunarea Constituantă Rusă la alegerile din 25 noiembrie 1917, concurând în sud-vestul provinciei Basarabia. A obținut mandatul de deputat în urma victoriei zdrobitoare a eserilor, devenind, la vârsta de 23 de ani, cel mai tânăr parlamentar. Câteva zile mai târziu, Basarabia s-a proclamat Republica Democratică Moldovenească și și-a format un guvern propriu, rămânând indecis viitorul său ca parte componentă a Rusiei. Alegerile pentru Adunarea Constituantă au fost haotice, iar rezultatele nu au fost consemnate în totalitate.
Slonim era prezent în Adunare în dimineața zilei de 19 ianuarie 1918, când bolșevicii au dizolvat-o prin forță și a deschis focul asupra mulțimii de susținători. Pentru o vreme s-a refugiat în Statul Ucrainean, ajutându-l pe Grigori Zilboorg să scoată un ziar clandestin care i-a înfuriat atât pe bolșevici, cât și pe naționaliștii ucraineni. El a fugit mai târziu la Samara, unde Adunarea Constituantă își formase propriul guvern contrarevoluționar denumit „Comisia Membrilor”. S-a alătura acestei comisii, iar apoi, după fuziunea acesteia cu Guvernul Provizoriu panrus, s-a mutat la Omsk. Pe măsură ce Războiul Civil Rus se extindea în întreaga țară, Slonim a urmat Legiunea Cehoslovacă și a devenit prieten cu liderii acesteia, călătorind prin Siberia sub un nume fals. Cu toate acestea, nu i-a plăcut conceptul de intervenție aliată și s-a alăturat eserilor stângiști. Partidul său l-a trimis în străinătate ca membru al Delegației Străine, care exista inițial cu scopul de a convinge Occidentul să nu-l recunoască pe Aleksandr Kolceak în calitate de conducător suprem al Rusiei.
În noiembrie 1918 Slonim și-a pierdut circumscripția sa electorală basarabeană ca urmare a unirii acestei provincii cu România. Scriitorul a devenit un critic fervent al acestei uniri, susținând că identitatea românească din România și Basarabia a fost fabricată recent de intelectuali, fiind lipsită de susținere populară în rândul țăranilor moldoveni (vezi Moldovenism). Slonim a susținut, de asemenea, că procesul de unire a fost declanșat de Imperiul German la sfârșitul anului 1917 ca o mișcare antibolșevică și că a fost susținut de rușii care și-au abandonat „demnitatea națională și individuală”. Bazându-se pe astfel de argumente, Slonim a descris Imperiul Rus ca o entitate economică organică și funcțională, sugerând că Basarabia avea mai multe în comun cu Ucraina decât cu România.
El a afirmat, de asemenea, că Rusia nu a renunțat la Basarabia și că nu a recunoscut anexarea acestei provincii de către Regatul României. „Mai devreme sau mai târziu”, a sugerat el, „trebuie să aibă loc reunirea [Basarabiei] cu Statul Rus”. Recunoscând că exista un punct de vedere comun împărtășit de Mișcarea Albă și de Rusia Sovietică cu privire la problema basarabeană, el a propus depășirea acestui impas prin organizarea de către Liga Națiunilor a unui referendum în fosta Republică Moldovenească. Cercetătorul Charles Upson Clark, care consideră raportul lui Slonim ca fiind printre „cele mai bune [...] din punctul de vedere rus”, respinge teoria acestuia despre inspirația germană a unirii, menționând că aceasta a fost, de fapt, o aspirație românească tradițională.
Slonim s-a alăturat unei echipe autonumite de politicieni și moșieri care a pretins că vorbește în numele Basarabiei și a participat la Conferința de Pace de la Paris pentru a susține cauza rusă. Printre ceilalți membri ai acelui grup se aflau Aleksandr Krupensky, Alexander K. Schmidt, Vladimir Țiganko și Mihail Savenco. Slonim, secondat de Țiganko, au răspândit zvonuri cu privire la „atrocitățile nemaipomenite” comise de Armata Română precum masacrarea a 53 de oameni într-un sat din județul Hotin și torturarea multor altora. Intervievat de L'Humanité, ziarul Partidului Comunist Francez, Slonim a pretins, de asemenea, că socialiștii au fost reprimați și că unirea necondiționată fusese votată „sub amenințarea mitralierelor”. Aceste declarații au fost respinse de către unioniștii basarabeni: Ion Inculeț, fostul președinte al Republicii Moldovenești, a afirmat că interviul era „idiot”, în timp ce Ion Pelivan a scris ziarului L'Humanité, reafirmând că unirea a fost expresia voinței libere a poporului basarabean. În notele sale, Pelivan l-a catalogat pe Slonim ca „dezertor”, „impostor” și evreu bielorus.

### Toscana, Berlin șiVolya Rossii
Slonim a petrecut anii 1919-1922 în Toscana, devenind un colaborator obișnuit al cotidianului de stânga Il Secolo. Într-un articol din august 1920, el a apreciat că numai „pacea cu Rusia” și „renunțarea completă la toate intervențiile în afacerile sale interne” ar putea asigura dispariția „imperialismului bolșevic”. În acel an, el a publicat la editura H. Bemporad & figlio un studiu în limba italiană despre ideologiile revoluționare ale lui Béla Kun și Ligii Spartachiste, intitulat eponim Spartaco e Bela Kun, și două memorii: La rivoluzione russa („Revoluția rusă”) și Il bolscevismo visto da un russo („Bolșevismul văzut de un rus”). Acesta din urmă a fost tradus în limba franceză în anul următor ca Le Bolchévisme vu par un russe. La Revue Critique des Idées et des Livres l-a descris ca „abundent în fapte mărunte, din experiență”, o frescă „a mizeriei generale, terorii și fricii, care domneau în Rusia de trei ani”. Gândurile sale cu privire la comunism l-au adus în atenția lui Benito Mussolini, liderul fasciștilor italieni, care l-a invitat pe Slonim să scrie pentru Il Popolo d'Italia. Slonim a explicat că el nu va scrie niciodată pentru presa de dreapta; într-un răspuns ulterior, Mussolini a insistat că mișcarea fascistă nu era de fapt reacționară.
O altă lucrare, ce prezenta contextul istoric al bolșevismului și eserilor, a apărut în 1921 sub titlul Da Pietro il Grande a Lenin: Storia del movimento rivoluzionario in Rusia („De la Petru cel Mare la Lenin: Istoria mișcării revoluționare în Rusia”); o ediție franceză a apărut în 1933 la Éditions Gallimard. Slonim a publicat apoi un eseu despre proletcultismul bolșevism și despre futurism, publicate în octombrie 1921 în revista lunară Le Flambeau a lui Henri Grégoire. În această etapă timpurie, Slonim a ridiculizat producțiile literare sovietice și i-a descris pe poeții valoroși (Aleksandr Blok și Andrei Belîi) ca fiind incompatibili cu dogmele comuniste.
După o scurtă ședere la Berlin, timp în care a publicat propriul său jurnal, Novosti Literatury, Slonim s-a stabilit la Praga, Cehoslovacia, unde a predat la Universitatea Rusă Liberă și s-a alăturat organizației locale Zemgor. El a fost cooptat pentru a scrie în revista emigranților ruși Volya Rossii („Voința Rusiei”, „Libertatea Rusiei” sau „Voința liberă a Rusiei”). Consiliul de redacție era format din Slonim (secretar de redacție până în 1923, mai târziu redactor-șef), Serghei Postnikov, Evsei Stalinskii, Vasili Suhomlin și Vladimir I. Lebedev. Primii patru erau membri ai Delegației Externe a eserilor; Lebedev nu a fost eser.
Ocupând o clădire din Praga care avea reputația de a-l fi găzduit pe Mozart și organizând întruniri la cafeneaua Národní kavárna, membrii cercului au avut relații cu factori de decizie pe plan european precum Aristide Briand, Tomáš Garrigue Masaryk și Emile Vandervelde. Deși a publicat opere literare remarcabile, inclusiv Vânătorul de șobolani al Marinei Țvetaeva, Volya Rossii a avut un număr mic de cititori. Revista a depins în mare măsură de sprijinul financiar al guvernului cehoslovac, dar subvențiile au devenit mai mici de la un an la altul. Apariția era cotidiană în 1920, devenind săptămânală în 1922 și lunară în 1923.
De la relansarea sa în 1923, Volya Rossii a fost remarcată mai ales ca un exponent al stângii politice și, ca atare, un rival al mai eclecticei Sovremennye Zapiski, cu sediul la Paris. Acceptarea mai multor reforme bolșevice au apropiat-o de emigranții Mladorossi, dar revista s-a considerat eminamente narodnică, preluând ideologia lui Aleksandr Herzen și Nikolai Cernîșevski. Slonim s-a văzut pe sine ca un legatar al Decembriștilor. Volya Rossii a fost în mod explicit împotriva emigranților cadeți din Paris și s-a luptat cu liderul lor, Piotr Struve, pentru controlul asupra Universității Ruse Libere. De asemenea, a avut o abordare seculară a anticomunismului, a deplâns apropierea emigranților de Biserica Ortodoxă Rusă — biserica, susținea Slonim, nu reprezenta un fundament adevărat al culturii și identității ruse. Aceste poziții au fost rezumate în caracterizarea sarcastică a lui Slonim în Sovremennye Zapiski ca o „voce nepartizană a frontului larg liberal-democrat, cu unele tendințe care sunt uneori socialiste, alteori religioase”.

### Cronicar literar
Volya Rossii și-a declarat sprijinul pentru „socialismul moral”, bazându-se pe „activitatea spontană și creativitatea maselor”. În timp ce grupul emigranților se aduna în jurul ideilor lui Slonim despre organicismul rus și federalismul postimperial, el a respins, de asemenea, cu fermitate exprimarea naționalismului rus, care prevedea o Rusie ce respingea „orice diferențe de credință, rasă sau religie”. Slonim însuși era un adversar cunoscut al eurasianismului și teoriilor excepționalismului rus, care considerau bolșevismul ca fiind compatibil cu ideile naționaliste. El a interpretat bolșevismul ca un experiment „iacobin” de control exercitate de stat; el mai credea încă în eșecul inevitabil al regimului și în reapariția Rusiei democratice. Cu toate acestea, după cum i-a raportat lui Aleksandr Kerenski, eserii din Praga se temeau de creșterea Partidului Comunist din Cehoslovacia, care s-ar putea întoarce împotriva comunității emigranților.
În timp ce contribuia cu articole pe teme politice și schițe istorice, precum și cu impresii dintr-o excursie efectuată în 1926 în Statele Unite ale Americii și cu un imagiu adus Pragăi în 1928, Slonim a devenit principalul cronicar literar de la Volya Rossii. El credea că importanța literaturii ruse consta în capacitatea sa de a transmite „problemele vitale ale existenței sociale și individuale” și a sperat că această tradiție va fi dusă mai departe în exil: „Știm că cei mai buni dintre [scriitorii emigrați] și-au făcut drum prin suferință și luptă”. Înainte de 1925, Slonim a desfășurat o polemică vie cu Zinaida Gippius, ale cărei articole din Sovremennye Zapiski prooroceau moartea literaturii ruse. Dojenind „garda veche” a literaților ruși, el a susținut în schimb că literatura modernă înflorea atât în Rusia, cât și în exil. Începând de atunci, Gippius l-a privit cu ostilitate pe Slonim, mai ales pentru că a promovat-o pe Țvetaeva, inamica ei personală.
În timp ce rivalul lor acmeist Gheorghi Adamovici își dorea să vadă apariția unui roman psihologic rus, Slonim și Ivan Bunin credeau că introspecția psihologică și realismul social puteau încă să se contopească într-un întreg coerent: „vicisitudinile spirituale trebuiau să fie ilustrate din exterior, astfel încât cititorul să le poată vedea”. Ei au cerut emigranților să urmărească evoluțiile moderniste și să copieze pașii urmați de literatura sovietică. În calitate de cronicar al literaturii sovietice, Slonim a identificat ecouri din epica filozofică și politică a secolului al XIX-lea în romanele lui Evgheni Zamiatin, Boris Pasternak, Vsevolod Ivanov și Iuri Oleșa. El a privit cu optimism politic către Noua Politică Economică, care ducea Rusia înapoi la capitalismul originar. Slonim a căutat indicii că scriitorii comuniști începeau să fie încântați tot mai puțin de statul sovietic și se păstrează înregistrări cu privire la literatura „obositoare și jalnică” de propagandă.
În scopul de a ilustra aceste idei, Volya Rossii a publicat fragmente din operele lui Zamiatin, dar și din cele ale lui Isaac Babel și Mihail Șolohov, alături de Guillaume Apollinaire sau Karel Čapek. Volya Rossii a patronat curând o generație de emigranți moderniști, începând cu Țvetaeva și Aleksei Remizov, urmați mai târziu de Nina Berberova, Dovid Knut, Valentin Parnah, Vladimir Pozner, Gleb Struve și Iuri Terapiano. Cu toate acestea, sfatul lui Slonim a avut un efect pervers: în Rusia, autorii lăudați de Slonim sau publicați în Volya Rossii au fost considerați ca potențiali dușmani ai regimului. În 1927 revista a publicat fragmente din romanul Noi al lui Zamiatin, prima publicare a acestei scrieri în limba rusă. În scopul de a nu dezvălui contactele directe ale autorului cu emigranții, Slonim a pretins că aceste fragmente erau traduceri ale reeditărilor în limbile cehă și engleză. Mai târziu, recenziile pozitive ale lui Slonim cu privire la revista Krasnaya Nov' au fost utilizate împotriva editorului său, Aleksandr Voronski, care a fost epurat în cele din urmă din Partidul Comunist al Uniunii Sovietice.
Slonim a devenit un susținător al Țvetaevei și a soțului ei, Serghei Efron, care se stabiliseră la Praga. Împreună cu Salomeya Halpern, Hélène Iswolsky, D. S. Mirsky și Lebedev, a organizat un Comitet pentru sprijinirea Marinei Țvetaeva. El a devenit prieten, confident și promotor dedicat al Țvetaevei, chiar dacă ea nu manifesta interes față de ideologia eserilor și de chestiunile politice în general. Au continuat să nu fie de acord în problemele politice, ori de câte ori Țvetaeva își afirma loialitatea pentru dinastia Romanov. Legătura lor a avut nuanțe romantice: pentru Țvetaeva, el era „cel drag”, iar plecarea lui cu o altă femeie a inspirat-o să scrie poemul „Încercare de gelozie”. Gândindu-se că ea își formase o imagine idealizată a lui, Slonim, recent despărțit de prima lui soție, a respins avansurile ei în 1924, dar au rămas prieteni. El a criticat aventura ei cu K. B. Rodzevitch, pe care îl considera un bărbat „plictisitor și mediocru”.

### Mutarea la Paris
Pe la sfârșitul anilor 1920 Slonim a ajuns să împărtășească opinia lui Gippius că literatura rusă din exil era condamnată deoarece legăturile sale cu pământul rusesc erau retezate pentru totdeauna. El a menționat că, din anul 1926, Delegația Străină a trebuit să se bazeze doar pe publicațiile sovietice pentru a înțelege ceea ce se întâmplă în Rusia și a susținut că literatura sovietică ar putea fi urmărită datorită valorii sale documentare. El însuși a publicat o introducere în literatura rusă în ediția din 1927 a Slovanský Přehled. Scepticismul său este evident, de asemenea, în eseurile sale politice, unde a afirmat că ideile eserilor au fost înăbușite prin procesele spectacol din 1922. Cam prin acea perioadă, grupul eserilor din Praga a început să fie divizat în două tabere, fiecare acuzându-l pe celălalt de pactizare cu sovieticii. Un grup era condus de Viktor Cernov, iar celălalt (cuprinzând grupul de la Volya Rossii) era condus de Suhomlin. Slonim a avut și el o ceartă cu scriitorul Vasili Ianovski — potrivit surselor, pentru că a comentat cu privire la folosirea unei limbi ruse precare de către Ianovski și la împrumuturile sale din opera lui Mihail Arțîbașev.
În 1927 Slonim a achiziționat o tipografie la Paris, unde a sperat să relanseze Volya Rossii. În cele din urmă a abandonat planul și, în 1928, s-a mutat pur și simplu la Paris, împreună cu Stalinskii și Suhomlin. Ei au întărit colonia rusă, care creștea ca importanță, în timp ce interesul francezilor pentru situația din Rusia ajunsese aproape la apogeu. Volya Rossii a continuat să apară la Praga până în martie 1932, când s-a închis ca urmare a scandalului Cernov. În ultimii săi ani, revista a susținut Opoziția de dreapta și Planul Cincinal, pe care le-a văzut ca o dovadă a normalizării sovietice și o speranță pentru revolta eserilor. Lebedev a susținut chiar că a călătorit în Uniunea Sovietică. Slonim a rămas sceptic cu privire la acest „misticism”, în timp ce a remarcat că extinderea regimului stalinist s-a datorat industrializării. Articolele sale au apărut în mod regulat în alte publicații ale emigranților: Sotsialist-Revolyutsioner, Problemy și Novaya Gazeta la Paris; Russkiy Arkhiv la Belgrad; și americana Moskva.
Slonim și-a concentrat atenția pe descrierile contrapropagandistice ale realismului socialist, care intrau în discursul politic și literar sovietic oficial în perioada conducerii lui Iosif Stalin. Cititorii textelor sale au realizat comentarii contrastante: Aucouturier consideră că studiul său din 1930 dedicat Stalinismului în literatură este „important”; cu toate acestea, potrivit sociologului rus Evgheni Dobrenko, contribuția lui Slonim „depășește limitele cercetării științifice”. Deși și-a păstrat vechile valori narodnice, Slonim a favorizat estetismul și formalismul în comparație cu determinismul social și, din aceste motive, a criticat activitatea lui Pavel Miliukov în domeniul istoriei literare. A căutat tensiunile existente între dogma oficială și scriitorii care mai cultivau încă individualismul sub formele sale diverse, citând lucrări de Pasternak, Artiom Vesioli, Iuri Libedinski și Leonid Leonov. El a salutat decizia lui Stalin de desființare a Asociației Ruse a Scriitorilor Proletari, văzând-o ca o „Cartă de Eliberare” pentru autorii nonconformiști.
Slonim a înființat la Paris propria societate literară, Kochev'ye („Tabăra nomazilor”), numele său făcând probabil aluzie la estetica primitivistă a eserilor de stânga. Ea avea ședințe săptămânale vizavi de Gara Montparnasse până în 1938, când s-a dizolvat. Ca și Nikolai Berdiaev și Nicholas Zernov, Slonim s-a alipit cercurilor catolice franceze, care i-au primit călduros pe liberalii ruși ce erau anticomuniști și antifasciști. El a fost, de asemenea, apropiat de pictorii avangardiști pictori Mihail Larionov și Natalia Goncearova, pe care i-a prezentat lui Efron și Marinei Țvetaeva când acest cuplu s-a stabilit, de asemenea, la Paris. În 1933 a participat la un simpozion ce a grupat scriitorii de la revista Chisla și membrii Partidului Comunist Francez pentru a discuta relatarea lui André Gide despre viața în Uniunea Sovietică. Întâlnirea a degenerat într-un scandal când (potrivit relatării lui Slonim) el s-a dus la tribună și a informat ambele tabere că Gide nu se convertise de fapt la comunism și că „în loc să fi făcut declarații răsunătoare mai bine citeau opera lui Gide”.

### Impresar și „defensist” sovietic
Activitatea lui Slonim s-a diversificat și el a devenit impresar literar, fondând, împreună cu George Reavey, Biroul Literar European. A avut contracte cu Berdiaev, Samuel Beckett, André Malraux și Jacques Maritain. A realizat traduceri și a editat cărți pentru tipărire: în 1930 Svět hoří de Čestmír Jeřábek și în 1934 Mémoires d'une aventurière de Adèle Hommaire de Hell. Împreună cu Reavey, el a publicat una dintre primele colecții de proză rusă tradusă în limba engleză (1934), care este de remarcat, de asemenea, pentru includerea realiștilor socialiști Alexandr Fadeev și Feodor Gladkov. Cu ajutorul lui Gide, antologia de literatură sovietică a lui Slonim și Reavey a fost tipărită de editura Gallimard în 1935 și a inclus, posibil, traduceri nesemnate realizate de Țvetaeva. Slonim publica prin acea perioadă cronici literare periodice, îndreptându-și atenția către operele lui William Faulkner, Peter Neagoe și D. H. Lawrence.
Slonim i-a criticat ani de zile pe emigranții care cereau să se întoarcă în Uniunea Sovietică, denunțând activitatea lui Efron pentru Uniunea pentru Repatriere sponsorizată de NKVD. În 1935, el s-a întâlnit în cele din urmă cu Zamiatin, care fugise din Rusia, iar cei doi „au devenit foarte buni prieteni” înainte de boala subită și moartea lui Zamiatin. În 1934 Slonim și-a reluat conferințele cu privire la Lenin, colaborând cu antifasciști italieni precum Oddino Morgari și Alberto Meschi și fiind urmat de OVRA lui Mussolini.
Slonim și Lebedev au devenit alarmați de ascensiunea Germaniei Naziste și au prezis că va ataca Uniunea Sovietică, cu sprijin din partea exilaților de dreapta. Astfel, au fondat în 1936 o organizație denumită Mișcarea Defensistă a Emigranților Ruși (REOD), ce publica un ziar editat de Slonim. Slonim a ajuns să accepte principiile de bază ale gândirii sovietice: el credea că democrația era condamnată și că lumea se va diviza în două tabere, tabăra comunismului și tabăra fascismului. Și-a formulat preferința într-un manifest socialist-patriotic: „defensistul întâmpină cu bucurie toate veștile despre succesele interne și externe ale Rusiei. Atunci când o nouă fabrică este construită în Uniunea Sovietică, atunci când o armată puternică este creată, atunci când are loc un zbor eroic, atunci când sunt făcute importante descoperiri și atunci când o carte valoroasă este scrisă, defensistul simte un sentiment de mândrie”.
El a publicat în 1935 o carte interesantă despre expediția nefastă a navei SS Celiuskin, urmată în 1937 de Les onzes républiques soviétiques („Cele unsprezece republici sovietice”), la Éditions Payot. Această din urmă carte a fost bine primită în Uniunea Sovietică și recomandată de Intourist, dar criticată de Pierre Pascal pentru inexactitățile sale geografice și istorice. În 1938 Slonim a tradus, de asemenea, cartea Voyage de Marco Polo a lui Viktor Șklovski. Cu toate acestea, el a dobândit o tot mai mare apreciere în rândul scriitorilor de la Sovremennye Zapiski și în 1939 a publicat un comentariu generos cu privire la opera lui Vladimir Nabokov, începând cu Rege, damă, valet. În acel an, Slonim a finalizat, de asemenea, o versiune a cărții Eliberarea lui Tolstoi de Ivan Bunin, publicată de Gallimard, dar detestată de autor.
Atunci când Lebedev a abandonat REOD și s-a mutat în America în 1936, Slonim și-a continuat activitatea. Aceasta a fost o decizie controversată, din moment ce s-a dezvăluit că REOD avea relații cu Uniunea pentru Repatriere și cu NKVD. Slonim și-a prezentat demisia în cele din urmă în iulie 1938. În iunie 1939, el s-a întâlnit cu Țvetaeva pentru ultima dată la Paris, deoarece ea și Efron se pregăteau să se întoarcă în Uniunea Sovietică. Slonim se afla încă în Paris după Pactul sovieto–nazist și înainte de invazia nazistă a Franței. Arestat pentru contactele sale cu comuniștii francezi, a fost trimis într-un lagăr de concentrare francez. în august 1941 se afla în Spania și lua vaporul SS Navemar de la Sevilla către New York, alături de prietenii Zosa Szajkowski și Mark Zborowski.

### Colegiul Sarah Lawrence
Slonim a ținut inițial prelegeri pe teme rusești la universitățile Yale, Chicago și Penn, înainte de a deveni, în 1943, profesor de literatură rusă și literatură comparată la Colegiul Sarah Lawrence din Yonkers. În paralel cu publicarea unor articole diverse în reviste academice americane, Slonim a contribuit, de asemenea, la revista culturală evreiască Yevreiski Mir. Într-un articol publicat în 1944 în acea revistă (recenzat favorabil de către criticul Simon Markish), el a negat existența unei literaturi evreiești separate în Rusia, afirmând că autorii evrei erau doar autori ruși. Poziția sa în această amplă dezbatere despre asimilarea evreilor a fost similară cu cea a unchiului său Aihenvald. La sfârșitul anului 1944 el a conferențiat la Academia Phillips pe tema relațiilor dintre Rusia și Statele Unite ale Americii.
Slonim a fost privit cu prudență de către eserii americani. Ei au cercetat activitatea sa în cadrul REOD și au concluzionat că el a avut relații cu trimișii NKVD, dar l-au exonerat de acuzațiile că ar fi fost spion. După atacarea Uniunii Sovietice, Slonim și colegii săi, reuniți la New York, și-au reluat necondiționat linia „defensistă”; Cernov a avut o poziție mai moderată. În februarie 1945 Slonim s-a întâlnit în cele din urmă cu Nabokov la o petrecere din New York. Nabokov l-a respins ca fiind agent sovietic și, probabil, l-a folosit ca sursă de inspirație pentru nuvela Double Talk. Atitudinea lui Nabokov este respinsă de către exegeții săi: Vladimir E. Alexandrov vorbește de „suspiciunile nejustificate ale lui Nabokov, inclusiv ignorarea lui Marc Slonim”; Brian Boyd notează, de asemenea, că Slonim „a fost de fapt ferm împotriva lui Stalin și a sistemului sovietic”. Înainte de 1950, Slonim a fost interzis din nou în Uniunea Sovietică și în Blocul răsăritean: copiile cărții Le Bolchévisme vu par un russe au fost confiscate pe loc de către Ministerul Propagandei din România.
În 1950 Oxford University Press a publicat panorama sa literară intitulată The Epic of Russian Literature from Its Origins Through Tolstoy. Potrivit Revue des Études Slaves, studiul său este o lucrare „inteligentă și alertă”, atrăgătoare „pentru un public cultivat mai degrabă decât pentru specialiști”. The Epic, potrivit abordării lui Eugène-Melchior de Vogüé, s-a axat pe romanele și dezbaterile culturale din secolul al XIX-lea, fiind mai puțin interesată de literatura rusă mai veche. A urmat în 1953 un al doilea volum, Modern Russian Literature, care acoperă perioada de la Anton Cehov până în anii 1950, și un studiu biografic, Tri lyubi Dostoyevskogo („Trei iubiri ale lui Dostoievski”). El s-a întors în Italia într-o călătorie de cercetare, fiind angajat la Institutul de Filologie Slavă al Universității Sapienza, și, în 1954, a editat colecția Modern Italian Short Stories. În 1954, în perioada de vârf a McCarthismului, el a apărut în fața Comitetului Jenner, respingând zvonurile cu privire la activitățile comuniste de la Colegiul Sarah Lawrence.
În plus, el a colaborat cu Harvey Breit la o antologie de povești de dragoste, care a apărut în 1955 sub titlul This Thing Called Love. În 1959, el a ținut prelegeri la Colegiul Vassar despre perspectiva filozofică a lui Pasternak. Un an mai târziu l-a comemorat pe Pasternak, moderând o masă rotundă pentru Radio Europa Liberă. Invitații săi au fost Reavey, B. J. Chute, Herbert Gold, Ferenc Körmendi și Santha Rama Rau. Tot în 1960, el a colectat și editat pentru publicare o selecție din satirele lui Mihail Zoșcenko, publicat sub titlul Izbrannoe. În paralel, el a îngrijit pentru publicare jurnalul lui Leonid Andreev. Acest proiect a fost amânat de către Vadim Andreev de teamă că dezvăluirea opiniilor tatălui său despre bolșevism ar determina interzicerea permanentă a operei sale.

### Ultimii ani
Potrivit lui Aucouturier, Slonim iese în evidență ca fiind „unul dintre primii critici independenți ai operelor literare din URSS [și] un pionier al istoriografiei literare sovietice în Occident”. Scriitorul italian Italo Calvino, care a vizitat Colegiul Sarah Lawrence în 1959, l-a numit pe Slonim „cel mai faimos expert în literatura rusă din America”. Filologul Melissa Frazier îl vede ca pe o „figură incredibil de semnificativă în fenomenul culturii emigrației ruse”. Ea notează: „Slonim a făcut mult mai mult în rezumarea operelor — dar în lumea polarizată a Războiului Rece, chiar și rezumatul era extrem de important. [...] El a fost una dintre puținele persoane din Occident care citea ce se scria în Uniunea Sovietică, recunoscând faptul că există încă mari scriitori care au rămas în spatele Cortinei de Fier”.
Slonim s-a retras de la Colegiul Sarah Lawrence în 1962 și a renunțat să mai predea în 1965, trăind tot restul vieții sale în Elveția, unde a fost animatorul unui club literar rus. În anii 1963-1964, aflat în noua sa casă din Geneva, Slonim a lucrat la o versiune în limba engleză a Porumbelului de argint al lui Andrei Belîi și a corespondat cu privire la detaliile literare cu Maria Olsufieva, care finalizase traducerea același roman în limba italiană. Ultima carte proprie a lui Slonim a fost studiul Sovietic Russian Literature. Writers and Problems (1964), lăudat de Revue des Études Slaves pentru „simțul echilibrului”, dar criticat pentru „natura sa aluzivă”. Istoricul social Lawrence H. Schwartz consemna critica sa „vitriolantă” a Uniunii Scriitorilor Sovietici.
Slonim a contribuit, de asemenea, în mod regulat la recenzii și enciclopedii, răspunzând întrebărilor adresate de colegii săi mai tineri și sprijinind programul universitar al colegiului Sarah Lawrence din Elveția. Unele din ultimele sale articole l-au apărat pe criticul Andrei Siniavski, care a înfuriat autoritățile sovietice prin modul său de interpretare a operei lui Aleksandr Pușkin. La sfârșitul anului 1968 el a organizat o campanie de scriere de scrisori în sprijinul scriitorului-disident sovietic Aleksandr Soljenițîn. Eseul său istoric despre Volya Rossii a fost publicat în 1972, ca parte a recenziei literaturii ruse din exil realizate de Nikolai Poltorațki. El a îngrijit publicarea volumului Ultimele poeme (1973) ale Sofiei Pregel.
Slonim a murit în 1976, în stațiunea franceză Beaulieu-sur-Mer. Memoriile sale neterminate, care acoperă perioada până în octombrie 1917, au fost înmânate de către văduva sa, Tatiana, lui Aucouturier, care le-a publicat în Cahiers du Monde Russe et Soviétique. Tatiana Slonim a continuat să trăiască la Geneva. În 1986, ea a donat copia icoanei din secolul al XVI-lea Sfânta Fecioară din Vladimir, pe care o deținuse soțul ei, către Muzeul de Artă și Istorie din Geneva.